# Fernando Uribe Restrepo
Fernando Uribe Restrepo (Bogotá, 1929-Medellín, 23 de diciembre de 2009) fue un abogado colombiano que fue magistrado y presidente de la Corte Suprema de Justicia de su país y del Tribunal Andino de Justicia del Acuerdo de Cartagena.
Fue uno de los magistrados de la Corte Suprema que sobrevivió a la toma del Palacio de Justicia en 1985, pues se encontraba en esos momentos fuera del país.

## Biografía
Fernando Uribe Restrepo nació en la ciudad de Bogotá, aunque su familia era de Medellín y fue en esta ciudad donde transcurrió su infancia y buena parte de su trayectoria profesional.
Estudió Derecho en la Universidad Pontificia Bolivariana, y realizó posgrados (master) en la Universidad de Friburgo y en la Catholic American University de Washington. Trabajó en la Asociación Nacional de Industriales - Andi durante 18 años y en 1978 fue nombrado Magistrado de la Corte Suprema de Justicia, corporación de la cual asumió la Presidencia en 1985, tras la sangrienta toma del Palacio de Justicia por parte del grupo guerrillero M-19, en la que murieron varios de sus compañeros, entre ellos el entonces presidente Alfonso Reyes Echandía.
Después de su renuncia a la Corte en 1987 (once años después de haber llegado a ella), fue nombrado magistrado del Tribunal de Justicia del Acuerdo de Cartagena, tema sobre el que dejó algunos escritos.
Fue profesor de las universidades Externado y Pontificia Bolivariana. Desde 1987 y hasta su muerte, fue columnista habitual del diario El Mundo, de Medellín.
Se casó y tuvo seis hijos y una hija (del mayor al menor): Luis Fernando, Ana Cecilia, Miguel Ignacio, Daniel, Felix Alfredo, Juan Pablo y Tomás Esteban.

### Holocausto del Palacio de Justicia
El 6 de noviembre de 1985, Uribe Restrepo, entonces Vicepresidente de la Corte Suprema, se encontraba en Nueva Jersey, Estados Unidos, asistiendo a un curso con funcionarios judiciales de varios países. Al regresar a su hotel, se encontró con un recado telefónico de su esposa informándole que estaban bien, y tras ingresar a su cuarto, un magistrado africano que asistía al mismo curso le indicó que encendiera la televisión. De esa forma se enteró de los graves hechos que estaban ocurriendo en Bogotá, al ver las imágenes en directo del Palacio de Justicia en llamas, tal como lo narra él mismo en el libro El viacrucis de la justicia, una recopilación de artículos publicados en el diario El Mundo, de Medellín. Inmediatamente tomó la decisión de regresar a Bogotá, a donde arribó al día siguiente, tras pasar la noche en vela, profundamente conmovido con la lamentable noticia del asesinato de varios de sus compañeros y amigos magistrados de la Corte Suprema.

### Últimos años
A su regreso a Colombia, con entereza (y profunda desconfianza en la eficiencia del Gobierno, al serle comunicada por el ministro de Justicia de entonces la inclusión de su nombre entre la lista de muertos), Uribe Restrepo asumió el 12 de noviembre de 1985 la Presidencia de la Corte, por votación unánime de los magistrados sobrevivientes y se dio a la tarea de su recomposición. Al cabo de dos años, de los 24 magistrados que componían la Corte el 6 de noviembre de 1985, sólo 4 quedaban en su cargo, por renuncias y muertes.
Años después, Uribe Restrepo plasmó con impecbale pluma una narración de sus experiencias en el citado libro (El viacrucis de la justicia), luego incluida en el Libro Blanco de la Justicia, publicado en el año 2005 por la Rama Judicial Colombiana. Hasta el momento de su muerte, el 23 de diciembre de 2009 en Medellín, se desempeñó como columnista del diario El Mundo, de esa ciudad.

## Vida privada
Era nieto del expresidente de Colombia Carlos E. Restrepo y padre de Juan Pablo Uribe (ministro de salud de Colombia entre el 7 de agosto de 2018 y el 7 de febrero de 2020), y de Luis Fernando Uribe Restrepo, quien fuera Secretario Jurídico de la Presidencia de la República y decano de la Facultad de Derecho de la Universidad Pontificia Bolivariana.